# Rheinhütte Pumpen

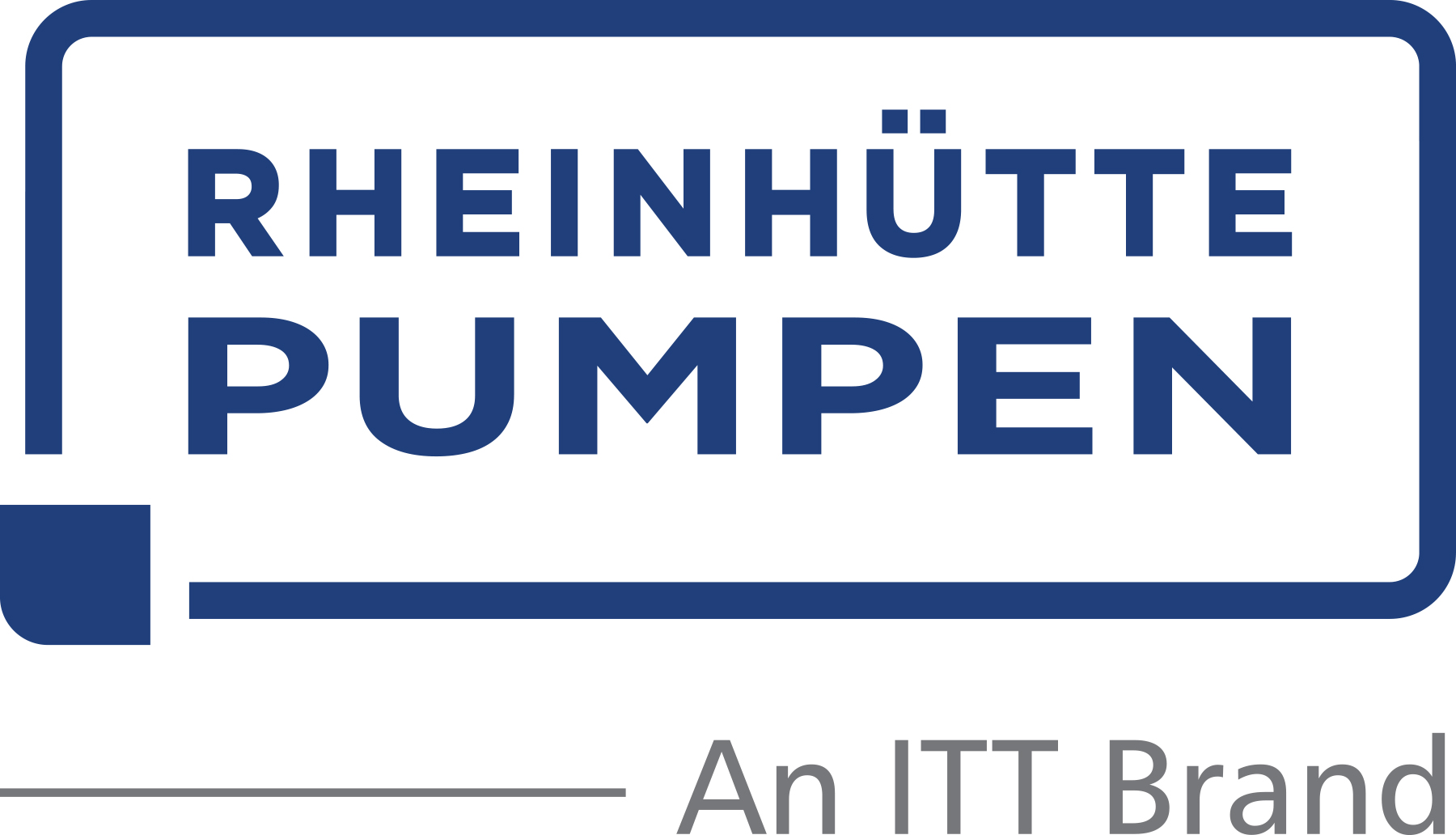

Die ITT Rheinhütte Pumpen GmbH (ehemalige Friatec-Rheinhütte GmbH & Co. KG) ist als Tochterfirma des US-amerikanischen Mischkonzerns ITT Inc. ein internationaler Hersteller von Chemie-Kreiselpumpen mit Sitz in Wiesbaden.

## Werkstoffe
Für die Förderung chemischer Medien entwickelt die ITT Rheinhütte Pumpen GmbH Chemie-Kreiselpumpen. Mit ca. 20 Pumpenbaureihen bietet das Unternehmen ein Produktprogramm auf Basis der Werkstoffgruppen Metall, Kunststoff und Technische Keramik.

## Anwendungsgebiete der Pumpen
- Düngemittelproduktion
- Chloralkali-Elektrolyse
- Stahl- und Edelstahlbeizen
- Flüssigschwefel
- Salzschmelzen
- Schwefelsäure
- Titandioxid
- Rauchgasreinigung
- Solarenergie

## Geschichte

### Gründung und Wachstum
Das Gründungsdatum wird in der Firmenchronik auf den Tag der Zulassung, den 8. Juli 1857 zum Betrieb des Hochofenwerkes durch die Aktiengesellschaft „Anonyme Nassauische Rheinhütte Gesellschaft“ beziffert. Das Unternehmen wurde kurz daraufhin zu einer Eisengießerei umgewandelt und 1869 von Ludwig Beck übernommen. Der Chemiker, Metallurge und Eisenhüttenfachmann schloss bereits das erste Geschäftsjahr der „Rheinhütte Ludwig Beck & Co.“ erfolgreich ab. Neben seiner unternehmerischen Tätigkeit beendet er das 5-bändige Standardwerk „Die Geschichte des Eisens“. Produziert wurden in dieser Zeit Eisengusswaren wie Kanaldeckel, Treppengeländer sowie vor allem Maschinen- und Rohrteile für die Chemiewerke Albert, Kalle und die Zementfabrik Dyckerhoffsystem. Im Jahr 1909 goss Rheinhütte Pumpen erstmals Eisensilizium ab. In den 20er Jahren folgten Neuentwicklungen, wie 1924 die erste hydrodynamisch abgedichtete Chemie-Kreiselpumpe. Ein Jahr später kam die erste Chemiepumpe aus Eisensiliziumguss ins Portfolio.
1932 umfasst das Pumpenprogramm der Rheinhütte Pumpen die Werkstoffe Silizium-, Grau-, Rot- und Stahlguss sowie Edelstahl, Bronzen und Hartblei. Ab 1950 veranlasst die weltweit sprunghafte Entwicklung der chemischen Industrie die Rheinhütte Pumpen eine internationale Vertriebsorganisation aufzubauen. Heute ist sie in ca. 50 Ländern vertreten.
Nach dem Tod von Wilhelm Beck übernahm sein Sohn Walter ab 1963 die Nachfolge. Eine Edelstahlgießerei wurde übernommen, neue Forschungslaboratorien und eine unabhängige Qualitäts-Sicherungsstelle geschaffen. Ende der 70er Jahre wurden Werkstoffe entwickelt, die bis heute im Werkstoffprogramm vorhanden sind. Auch einige wenige Kunststoffe waren bereits im Programm, welches 1978 mit der 50%igen Beteiligung an der VKP in Rennerod erweitert wurde.

### Friatec, Aliaxis und ITT
Nachdem Walter Beck in den Ruhestand gegangen war, übernahm 1988 die Friedrichsfeld-Gruppe, heute Aliaxis Deutschland GmbH, das ehemalige Familienunternehmen. Durch Übertragung des Friedrichsfelder Keramik-Pumpenprogramms erweiterte sich das Produktportfolio. Der Fokus wird nun auf das Kerngeschäft, den Chemiepumpenbau, gelegt. Die Gießerei wurde nach Portugal verlagert.
1998 wurde die Friatec AG und somit auch die Rheinhütte Pumpen durch die englische Glynwed-Gruppe übernommen, die seit 2001 zur belgischen Etex-Gruppe gehört. 2003 wurde die Aliaxis als eigenständiges Unternehmen infolge einer Auflösung der Kunststoffaktivitäten der Etex Group SA gegründet. Auch Friatec zusammen mit der Rheinhütte Pumpen gehörte seitdem zur Aliaxis. In den nächsten Jahren folgte die Entwicklung des Kunststoffs PE 1000R und der Neubau des Pumpenprüfstands mit einer Tauchtiefe von bis zu 20 m.

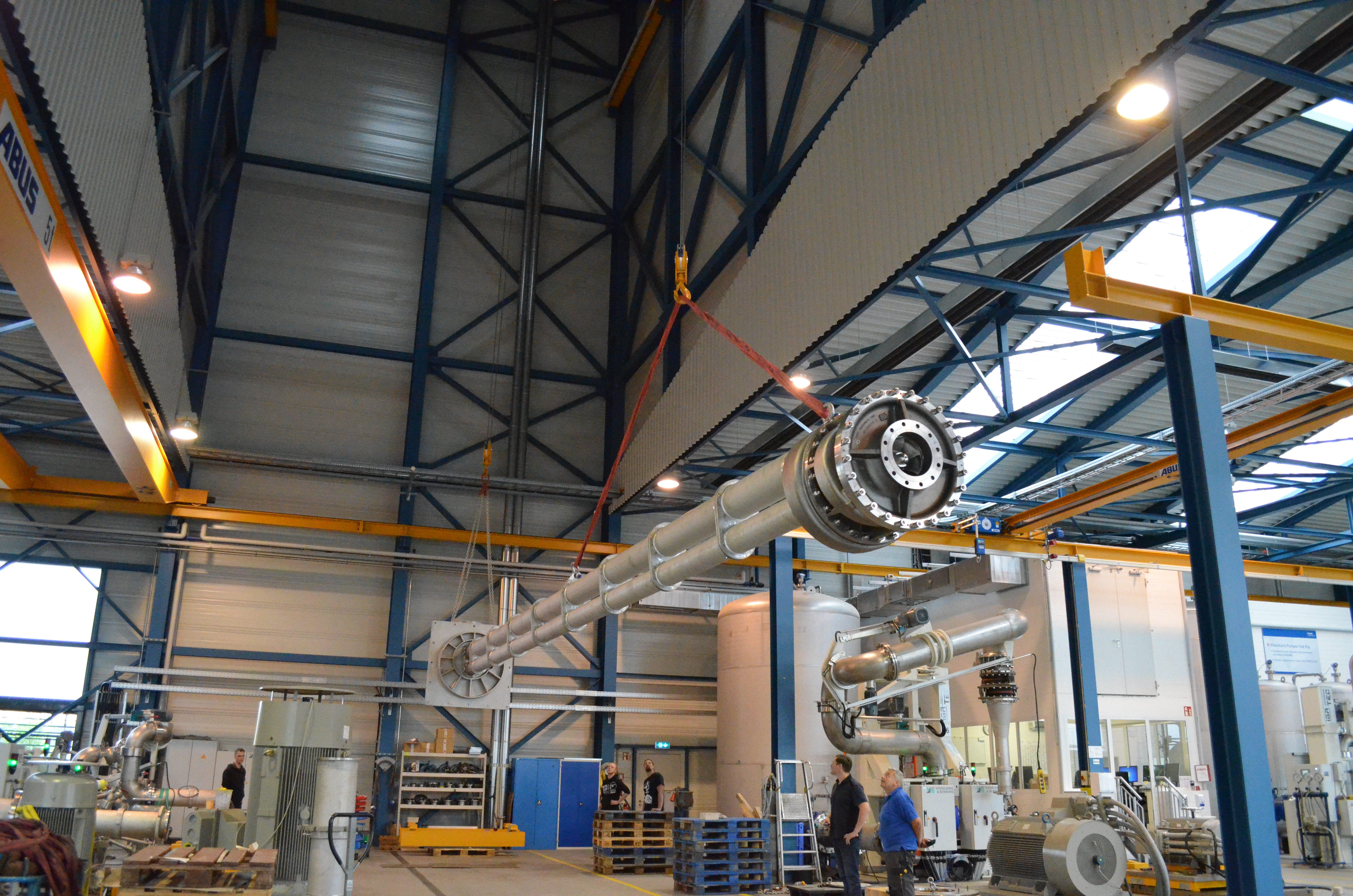

Im Frühling 2019 wurde Rheinhütte Pumpen an ITT Inc. verkauft, deren Kerngeschäft sie ergänzt. Die Firma befindet sich dort in Gesellschaft der Pumpenhersteller Goulds Pumps und Bornemann.